# Escrime aux Jeux africains de 2015
Navigation
Édition précédente Édition suivante
L'escrime aux Jeux africains de 2015 a lieu au Palais des sports de Kintélé, à Brazzaville, en République du Congo, du 2 au 6 septembre 2015. 

## Médaillés

### Hommes
| Épée individuelle   | Ahmed Elsaghir                                                             | Ayman Fayez                                                       | Babacar Kadam Mohannad Saif                                                          |  |  |  |
| Épée par équipes    | Égypte- Ahmed Elsaghir - Ayman Fayez - Sherif Fayez - Mohannad Saif        | Sénégal- Cheikh Omar Diallo - Sire Gueye - Babacar Kadam          | Mali- Gaoussou Coulibaly - Keletigui Julien Diabaté - Abdoul Kafar Kane - Nio Traoré |  |  |  |
|                     |                                                                            |                                                                   |                                                                                      |  |  |  |
| Fleuret individuel  | Alaaeldin Abouelkassem                                                     | Roman Djilti                                                      | Mohamed Essam Mohamed Ayoub Ferjani                                                  |  |  |  |
| Fleuret par équipes | Égypte- Alaaeldin Abouelkassem - Marwan Ahmed - Tarek Ayad - Mohamed Essam | Tunisie- Mohamed Ayoub Ferjani - Mohamed Aziz Metoui - Fares Zidi | Algérie- Roman Djilti - Salim Heroui - Yanis Baptiste Mabed - Youcef Madi            |  |  |  |
|                     |                                                                            |                                                                   |                                                                                      |  |  |  |
| Sabre individuel    | Farès Ferjani                                                              | Hichem Samandi                                                    | Ahmed Ehab Ziad Elsissy                                                              |  |  |  |
| Sabre par équipes   | Égypte- Ahmed Ahr - Ahmed Ehab - Ziad Elsissy - Mohab Samer                | Tunisie- Farès Ferjani - Souhaieb Sakrani - Hichem Samandi        | Sénégal- Alassane Ba - Moustapha Diagne - Ibrahima Konte                             |  |  |  |

### Femmes
| Épée individuelle   | Sarra Besbes                                                                     | Ayah Mahdy                                                                           | Nourhan Desouky Nardin Ehab                                                |  |  |  |
| Épée par équipes    | Afrique du Sud- Juliana Barrett - Tamryn Carfoot - Aphiwe Tuku - Giselle Vicatos | Égypte- Nourhan Desouky - Nardin Ehab - Shirwit Gaber - Ayah Mahdy                   | Tunisie- Dorra Ben Jaballah - Sarra Besbes - Nesrine Ghrib - Maya Mansouri |  |  |  |
|                     |                                                                                  |                                                                                      |                                                                            |  |  |  |
| Fleuret individuel  | Inès Boubakri                                                                    | Haïfa Jabri                                                                          | Hadil El-Sharkawy Anissa Khelfaoui                                         |  |  |  |
| Fleuret par équipes | Tunisie- Dorra Ben Jaballah - Sarra Besbes - Inès Boubakri - Haïfa Jabri         | Algérie- Narimène Elhaouari - Anissa Khelfaoui - Louiza Khelfaoui - Khadidja Zerabib | Égypte- Hadil El-Sharkawy - Yara El-Sharkawy - Noura Mohamed - Aida Yasser |  |  |  |
|                     |                                                                                  |                                                                                      |                                                                            |  |  |  |
| Sabre individuel    | Mennatalla Ahmed                                                                 | Mariam El Sway                                                                       | Nour Montaser Ndeye Fatou Thiam                                            |  |  |  |
| Sabre par équipes   | Égypte- Mennatalla Ahmed - Mariam El Sway - Nada Hafez - Nour Montaser           | Algérie- Sonia Abdiche - Sarah Atrouz - Abik Boungab - Amira Hayet Sabah El Hafaia   | Sénégal- Mame Awa Ndao - Assietou Sow - Ndeye Fatou Thiam                  |  |  |  |

## Tableau des médailles
| Rang  | Nation         | Or | Argent | Bronze | Total |
| ----- | -------------- | -- | ------ | ------ | ----- |
| 1     | Égypte         | 7  | 4      | 9      | 20    |
| 2     | Tunisie        | 4  | 4      | 2      | 10    |
| 3     | Afrique du Sud | 1  | 0      | 0      | 1     |
| 4     | Algérie        | 0  | 3      | 2      | 5     |
| 5     | Sénégal        | 0  | 1      | 4      | 5     |
| 6     | Mali           | 0  | 0      | 1      | 1     |
| Total | Total          | 12 | 12     | 18     | 42    |